# Stephanolepis cirrhifer
Stephanolepis cirrhifer là một loài cá biển trong họ Monacanthidae. Nó được tìm thấy ở Tây Thái Bình Dương, trong một khu vực khoảng từ miền Bắc Nhật Bản đến Biển Hoa Đông. Cá phát triển đến chiều dài tối đa khoảng 30 cm, và được mua bán làm thực phẩm và ẩm thực ở nhiều nước châu Á.

## Phân loài
Loài cá này lần đầu tiên được mô tả năm 1843 bởi Coenraad Jacob Temminck và Hermann Schlegel, khi nó được quan sát thấy cùng với các động vật khác ngoài khơi bờ biển của Nhật Bản. Đầu tiên họ đặt nó trong chi Monacanthus chi, với tên Monacanthus cirrhifer, vào năm 1850.. Tên loài "cirrhifer" đề cập đến đỉnh ở mặt sau của cá.

## Mô tả
Loài cá này có một đỉnh nhỏ ở phía lưng, màu xám ánh sáng màu xanh màu be, và có hình dạng bất thường, các sọc bị hỏng mà phạm vi từ trung bình màu nâu đến đen. Con chưa trưởng thành của các loài thường tìm nơi trú ẩn an toàn khỏi các kẻ thù trong phạm vi các cụm của rong biển trôi dạt. Con trưởng thành thường cư trú ở gần đáy biển, nơi độ sâu khoảng 10 mét. Loài cá này di chuyển toàn bộ trong các vùng nước đại dương ("đại dương,") giữa thức ăn và các bãi đẻ, có thể bao gồm một phạm vi hơn 100 kilômét (62 dặm).

## Chế độ ăn
Đây là loài cá ăn tạp, và có thể ăn thực vật hoặc động vật có vấn đề. Chế độ ăn uống của nó bao gồm tảo bẹ, nhưng bao gồm chủ yếu là amphipods như gammarids và tôm bộ xương, cũng như các loài cỏ biển Zostera marina.. Cá cũng ăn các sinh vật nhỏ hơn, bao gồm cả bryozoans và một số loài giun ống serpulid..

## Sử dụng
Loài cá này được bán thương mại như thực phẩm ở các nước châu Á, bao gồm cả Triều Tiên và Nhật Bản. Nhu cầu về cá ở Hàn Quốc là rất cao, và thủy sản thường sử dụng các dịch vụ của các trại sản xuất cá giống nhiều hơn cá để bổ sung và tăng cường nguồn cung.